# Eres Holz
Eres Holz (* 26. September 1977 in Rechovot) ist ein israelisch-deutscher Komponist, der seit 2003 in Berlin lebt. Er beschäftigt sich mit elektroakustischer Musik, wobei sein Spezialgebiet die algorithmische Komposition ist.

## Musikalisches Leben
Holz studierte von 1998 bis 2011 Komposition und elektronische Musik in Tel Aviv und Berlin. Zu seinen Lehrern zählten Ruben Seroussi, Hanspeter Kyburz und Wolfgang Heiniger. Seit 2008 ist er Lehrbeauftragter für Algorithmische Komposition an der Hochschule für Musik Hanns Eisler Berlin.
Holz’ Werke werden in Deutschland und international von renommierten Musikern in verschiedenen Festivals und Konzertreihen aufgeführt u. a. Forum neuer Musik (DLF), Ultraschall, Ars Nova (SWR), Impuls Festival in Graz, Südseite nachts – Musik der Jahrhunderte, Klangwerkstatt, ZKM, Unerhörte Musik, Randspiele, Tonlagen, Impuls Festival in Sachsen-Anhalt, Schwere Reiter, ZeitGenuss, Akademie der Künste, Brücken, Podium Worpswede e. V., Staatsoper im Schiller Theater Berlin, Schauspielhaus Berlin, Theater und Musik in Ahrensburg e. V., Totally-Trumpet und Tagliot.
Mehrere Radiosendungen im deutschen Rundfunk befassten sich mit seiner Musik.
Holz ist seit 2014 Mitglied der Akademie Deutscher Musikautoren.
Von 2015 bis 2018 war er als Jurymitglied der Initiative Neue Musik Berlin tätig. 2020 ist er in die Jury des Senats von Berlin zur Förderung von „Arbeitsstipendien für Ernste Musik 2020“ berufen worden.

## Preise und Stipendien
- In den Jahren 2005, 2008 und 2010 war er Preisträger des Hanns-Eisler-Preis für Komposition und Interpretation zeitgenössischer Musik.
- 2012 erhielt er ein Aufenthaltsstipendium an der Cité Internationale des Arts Paris für 2013, ein Stipendium das durch den Berliner Senat ermöglicht wird.[8]
- 2013 wurde seine Komposition Vier Schatten für Blechbläserquintett bei dem Carl von Ossietzky – Kompositionspreis ausgezeichnet.[9]
- 2013, 2014 und 2015 erhielt er Kompositionsstipendien des Berliner Senats.[10][11][12]
- 2017 wurde Holz zum Composer-in-residence des Deutschlandfunks erkoren.[13]

## Schaffen
Eres Holz’ Musik ist oft durch die Auseinandersetzung mit außermusikalischen Inspirationsquellen, etwa Psychologie und Film, geprägt: Seine Komposition LATAH (2006/07) wurde durch die Beschäftigung mit der unter anderem in Malaysia auftretenden psychischen Störung Latah angeregt, Weiße Wunden (2008) basiert auf einem Text des belgischen Regisseurs Jan Fabre. Holz lässt diese außermusikalischen Elemente mit teils rigiden innermusikalischen Organisationsprinzipien kollidieren, die er mithilfe algorithmischer Kompositionsmodelle entwickelte. Daneben bezieht Holz immer wieder elektronische Klänge in seine Kompositionen ein.

## Kritiken
„Die Musik des gebürtigen Israelis Eres Holz, eines ehemaligen Schülers von Hanspeter Kyburz, zählt zu den spannendsten Entdeckungen, die man bei Ultraschall Berlin machen konnte. Holz sucht nach einer harmonischen Verbindlichkeit jenseits der Dur-Moll-Tonalität. Das Ensemblewerk Kataklothes von Eres Holz exponiert eine Akkordverkettung, deren Fortschreiten zugleich eigentümlich logisch und offen wirkt: genauso wie der Lebensfaden, den die altgriechischen Moiren – auf die der Titel anspielt – spinnen. Entstanden ist eine ungeheuer farbige und plastische Musik, die Harmonie als ein sich beständig wandelndes Phänomen erfahrbar macht, als etwas, das nicht statisch, sondern in sich beweglich ist.“

„Das Quintett (2009) von Eres Holz gibt sich als ein fast gediegen elaboriertes Ensemblestück mit komplexen Stimmbewegungen, die farbig zusammenfließen und wieder auseinanderdriften. Bedeutend extrovertierter: Kataklothes (2015), das mit schriller Expressivität und schreienden, grellen Farben Zustände tumultartiger Chaotik ausgeprägt. Ein sehr intensives Stück mit viel Perkussion, dissonanten Verdichtungen und volksmusikalischen Valeurs, als würden die Schicksalgöttinnen der antiken Mythologie hier direkt die Fäden ziehen“

„[…] Beklemmend, nach diesem ‚Salto mortale in die Vergangenheit‘ dem Ensemblestück Kataklothes von Eres Holz zu begegnen, einem quasi nach Deutschland ‚zurückgekehrten‘ israelischen Komponisten, zu dessen Vorfahren polnische Holocaust-Opfer gehören. ‚Verbindungsfäden‘ gemäß den Schicksalsgöttinnen der griechischen Mythologie sind für Holz eine wesentliche Inspirationsquelle für eine überwältigend farbige, Entwicklungen in organischem Fluss einleitende und lösende Musik.“

„Sein Ziel ist es, den emotionalen Kern seiner Hörerinnen und Hörer zu erreichen. Holz verwendet nicht-tonale Klänge und Mikrotöne, aber seine Musik ist nicht abstrakt, sie wirkt existenziell und greift tief in Bereiche des Seelischen.“

## Werke (Auswahl)
- Brain of Love (2024) für großes Ensemble und Live-Elektronik; Auftragskomposition von Ensemble New Babylon
- DEATH (2023) für Licht, zwei Baßklarinetten und Live-Elektronik
- three minds - twisted (2023) für Streichquartett; Auftragskomposition des Festivals Tonedmelisma
- Ein Mensch erkennt, dass er nie Mensch war (2023) für großes Ensemble, Video und Live-Elektronik; Auftragskomposition für den Deutschlandfunk
- MACH (2022) für Blockflöten und Live-Elektronik
- MACH (2021) für Harfe und Live-Elektronik
- Insight (2021) für Oktett und Live-Elektronik
- MACH (2020) für Violoncello und Elektronik
- MACH (2020) für Saxophon und Elektronik
- MACH (2020) für Posaune und Elektronik
- MACH (2020) für Akkordeon und Elektronik
- die frau (2020), nach Constantin Virgil Bănescu (1982–2009), für Mezzosopran, Blockflöte und Kontrabass
- Touching universes and ends (2019) für Oboe/Englischhorn, Klarinette in B/Bassklarinette, Fagott, Klavier, Viola, Cello, Schlagzeug und Elektronik; Auftragskomposition des Ensemble Aventure
- Gebt Frieden (2019) für gemischten Chor, Trompete, Horn, Posaune und Klavier
- Madrigal (2019) 2. Fassung für Saxophon und Akkordeon
- Colors of emptiness (2018) für Flöte, Oboe/Englischhorn, Klarinette in B/Bassetthorn und Fagott
- Dunkle Risse (2018) für Streichquartett; Auftragskomposition für den Deutschlandfunk
- Madrigal (2018) für Schalmei und Akkordeon
- Amor (2018) aus Lamento della Ninfa, SV 163 / Claudio Monteverdi, Bearbeitung für Schalmei und Akkordeon
- Fernen (2018) für gemischten Chor (nach Paul Celan)
- for whom the bell tolls; it tolls for thee (2018) Miniatur für Saxophon, Klavier, Akkordeon, Viola und Horn
- hautwärts (2018) für Saxophon, Klavier, Akkordeon, Cello und Posaune
- Ostrakon (2017) Miniatur für Klarinette, Akkordeon und Streichquartett
- MACH (2017) für Orgel; Auftragskomposition für den Deutschlandfunk
- MACH (2017) für solo Klarinette und Live-Elektronik; Auftragskomposition für den Berliner Senat
- Schakalkopf (2016) für 5 Instrumente
- Kataklothes (2015) für großes Ensemble; Auftragskomposition des Zafraan Ensemble finanziert durch die Ernst von Siemens Musikstiftung
- Kaddisch nach Allen Ginsberg (2015) für Bariton-Sänger, Flöte, Oboe, Trompete, Harfe, E-Gitarre und Schlagzeug; Gefördert von der Kulturstiftung des Bundes und der Stiftung „Erinnerung, Verantwortung und Zukunft“ sowie Deutscher Musikrat in Kooperation mit dem Deutschlandfunk
- Chaconne (2014) für 6 Instrumente; Auftragskomposition für das Meitar Ensemble
- Nemesis (2014) für 12 Instrumente; Auftragskomposition des Berliner Senats (2014); Zusammenarbeit mit Ensemble Risonanze Erranti unter der Leitung von Peter Tilling
- Studie 1 in Markov-Ketten (2014) programmiert in Common Music
- Vier Schatten (2013) für Blechbläserquintett; Auftragskomposition des Berliner Senats (2013); Zusammenarbeit mit Ensemble Schwerpunkt
- MACH (2012/13) für solo Klavier (Der internationalen Pianistin Einav Yarden gewidmet)
- Sich einstellender Sinn (2011) für Mezzosopran, Keyboard und Live-Elektronik (Lyrik: Asmus Trautsch)
- MACH (2011) für solo Trompete
- Erd und Abgrund muss verstummen (2010) für Keyboard, Cello und Live-Elektronik
- Trällernde Erinnerung (2010) für Flöte, Klarinette, Bratsche, Klavier und Schlagzeug
- Quartett (2009) für Flöte, Klarinette, Bratsche und Klavier
- Quintett (2009) für Flöte, Klarinette, Bratsche, Klavier und Harfe
- Weiße Wunden (2008) für Musiktheaterstück für drei Trompeten und Video
- BLACK BOX (2007) für Flöte, Klavier und Schlagzeug
- LATAH (2006-07) für 15 Musiker und Elektronik
- Moiré (2006-07) für Akkordeon und Klarinette
- Transmigration (2006) Tonband
- Perspektiven (2005) für elf Musiker
- Zirkulationen (2004) für Klavier solo
- Frauen von Freunden (2003) für Tenor, Klavier, Cembalo und Harfe (Text: Kurt Tucholsky)

## Diskografie
- Touching Universes (2022), NEOS Music GmbH, EAN: 4260063122071[20]
- Klangrede (2016), bastille musique[21]
- Denkklänge (2013), Klang und Musik bei Walter Benjamin, Wilhelm Fink Verlag, ISBN 3-7705-5343-8[22]